# Tsutomu Ōshima
Tsutomu Ōshima (6 agosto 1930) è un artista marziale giapponese, Shihan e fondatore dello Shotokan Karate di America (SKA), ed inoltre riconosciuto istruttore capo da molte organizzazioni Shotokan internazionali.

## Carriera
Iniziò ad allenarsi alle arti marziali all'età di cinque anni. Studiò sumo dai cinque anni ai quindici; kendō dagli otto ai quindici e lo judo dai nove ai tredici.

## Pubblicazioni
Ōshima pubblicò molti libri sul karate. Inclusi i seguenti:
- Tsutomu Ōshima, Notes on Training, Idyll Arbor, 1998
- Gichin Funakoshi and Tsutomu Ōshima, Karate-do Kyohan, 1974 (English translation of Funakoshi's original text)
- Tsutomu Ōshima, Shotokan Karate of America: The First Twenty Years, 1977